# Club Balonmano Gijón
El Club Balonmano Gijón es un club deportivo de balonmano con sede en Gijón, Asturias (España).
Tiene equipos masculinos (en algunas categorías más bajas) y femeninos en todas las categorías, desde benjamines hasta sénior. Destaca especialmente el equipo sénior femenino, que compite en la División de Honor Plata.

## Historia
Nace en el año 1985 dedicado al balonmano base, dirigiendo los equipos de varios colegios de Gijón: Begoña, Campoamor, Lope de Vega, García Lorca, Patronato San José y Evaristo Valle. El colegio Begoña obtiene el primer título al ser campeón de Asturias alevín.
En la temporada 1987/88 llega la primera participación en los campeonatos de España con el equipo cadete del Instituto Calderón, quedando subcampeones en Mérida, perdiendo en la final con el representante de Madrid, el Iplacea de Alcalá de Henares, por 17-12. 
En la temporada 1988/89 se forma el primer equipo juvenil, quedando campeón de Asturias y sexto en los Campeonatos de España en Éibar (Guipúzcoa). En cuanto al equipo cadete repite pódium con un tercer puesto en Madrid, puesto que se repetirá en la temporada 1989/90 también en Madrid.
Los años que van desde 1992 a 1997 constituyen los años de mayor relevancia deportiva con 2 campeonatos de España del equipo cadete (1995 y 1996), 2 subcampeonatos del equipo infantil (1993 y 1994) y un tercer puesto del equipo juvenil en 1997.  
En la temporada 1997/98 se da un impulso importante que completa la estructura deportiva, el formar un equipo Sénior hecho con jugadoras que proceden de las categorías inferiores y que pasa a competir en la Primera División estatal. 
En el 2001 dos nuevas medallas en los Campeonatos de España, en categoría Infantil Bronce en Burgos y también Bronce en Juveniles en Arroyomolinos (Madrid) pasan a aumentar la estupenda cosecha de puestos de honor en nuestras participaciones. El 21 de junio de 2002 el equipo infantil del IES Calderón escribe otra página de oro de nuestra historia al alcanzar el campeonato de España en Almendralejo (Extremadura) en una extraordinaria participación en la contabilizó sus partidos por victorias.
En 2004 el equipo sénior femenino asciende a la Liga ABF, compitiendo desde entonces en la máxima categoría del balonmano femenino en España, hasta la temporada 2009-2010, año en el que desciende a primera división. Al año siguiente, en la temporada 2010-11, asciende de nuevo a la Liga ABF, pero vuelve a descender en la temporada 2011-2012 a la División de Honor plata.
En julio del 2008, FEVE firmó como patrocinador principal del club por un período de 4 años.

## Temporada a temporada
| Temporada | División                         | Pos.         |
| --------- | -------------------------------- | ------------ |
| 2007–08   | Liga ABF                         | 12.º         |
| 2008–09   | Liga ABF                         | 9.º          |
| 2009–10   | Liga ABF                         | 13.º         |
| 2011–12   | División de Honor Femenina Elite | 14.º         |
| 2016–17   | División de Honor Plata Femenina | 2.º Grupo A  |
| 2017–18   | División de Honor Plata Femenina | 5.º Grupo A  |
| 2018–19   | División de Honor Plata Femenina | 10.º Grupo A |
| 2019–20   | División de Honor Plata Femenina | Suspendida   |
| 2020–21   | División de Honor Plata Femenina | 7.º Grupo A  |
| 2021–22   | División de Honor Plata Femenina | 13.ª Grupo A |
| 2022–23   | División de Honor Plata Femenina | 6.º Grupo A  |
| 2023–24   | División de Honor Plata Femenina | 3.º Grupo A  |

## Premios y galardones
- En febrero del 2007 se le concede la distinción como Mejor Club de Asturias 2006, en decisión de la Asociación de Prensa Deportiva.
- En diciembre de 2012, el Ayuntamiento de Gijón le concede la Medalla de Plata de Gijón, reconociendo así una dilatada historia de trabajo y servicio a Gijón, llevando con orgullo el nombre de la ciudad por toda España durante más de 25 años[3]